# Typosyllis typica
Typosyllis typica är en ringmaskart som först beskrevs av Moore 1909.  Typosyllis typica ingår i släktet Typosyllis och familjen Syllidae. Inga underarter finns listade i Catalogue of Life.